# Concepción del Norte
Concepción del Norte est une municipalité du Honduras, située dans le département de Santa Bárbara. La municipalité comprend 13 villages et 76 hameaux. Elle est fondée en 1875.

## Source de la traduction
- (en) Cet article est partiellement ou en totalité issu de l’article de Wikipédia en anglais intitulé « Concepción del Norte » (voir la liste des auteurs).